# 中京カード
株式会社中京カード（ちゅうきょうカード、英:CHUKYO CARD Co.,Ltd）は、愛知県名古屋市東区代官町に本社を置く、クレジットカード会社。あいち銀行の系列会社であり、MUFGカードのフランチャイジーである。同行の顧客基盤をもとに主に愛知県内でMUFGカードの発行、加盟店の獲得をしている。

## 関連会社
- あいちフィナンシャルグループ
- あいち銀行
- 三菱UFJニコス